# Quai des Orfèvres
Quai des Orfèvres (Zlatnické nábřeží, nábřeží Zlatníků) je nábřeží v Paříži. Nachází se v 1. obvodu na ostrově Cité.

## Poloha
Nábřeží vede po jižním okraji ostrova podél Seiny od mostu Saint-Michal na křižovatce s Boulevardem du Palais, kde proti proudu navazuje Quai du Marché-Neuf a končí u mostu Pont Neuf na náměstí Place du Pont-Neuf na západním cípu ostrova.

## Historie
Ulice mezi Pont Neuf a bývalou ulicí Rue de Jérusalem vznikla v letech 1580–1643 a od počátku se nazývala Quai des Orfèvres, neboť se zde soustřeďovaly dílny zlatníků, klenotníků a šperkařů.
Během Velké francouzské revoluce bylo nábřeží přejmenováno na Quai du Midi (Střední nábřeží) a svůj původní název získalo zpět za vlády Napoleona I. Domy v ulici stojící na straně řeky byly zbourány na základě vyhlášky ze 7. července 1807, aby zde vzniklo otevřené nábřeží.
V letech 1875–1880 byla na nábřeží postavena budova, kam se přestěhovala Policejní prefektura, která do té doby sídlila v bývalém paláci prezidentů Pařížského parlamentu (později Odvolacího soudu v Paříži). Ke stěhování došlo vinou požáru Justičního paláce během Pařížské komuny, takže Policejní prefektura musela být přeložena do domu č. 36.

## Přenesený význam
U pojmu Zlatnické nábřeží neboli Quai des Orfèvres došlo k metonymii, neboť se takto přeneseně označuje Ředitelství kriminální policie, které společně s Policejní prefekturou sídlí v domě č. 36. Podobně je Quai d'Orsay (nábřeží) synonymem pro ministerstvo zahraničí, které tam sídlí apod. Tato situace se však může v následujících letech změnit, protože kriminální policie se spolu s hlavním soudním tribunálem přesunou na okraj města do čtvrti Batignolles do nového justičního paláce umístěného v mrakodrapu Tour du Palais de Justice, jehož výstavba by měla být dokončena v roce 2015.
Existuje rovněž francouzská literární cena Prix du Quai des Orfèvres, kterou od roku 1946 každoročně uděluje porota složená z policistů a soudců za předsednictví policejního prefekta, kteří posuzují rukopisy detektivních románů.

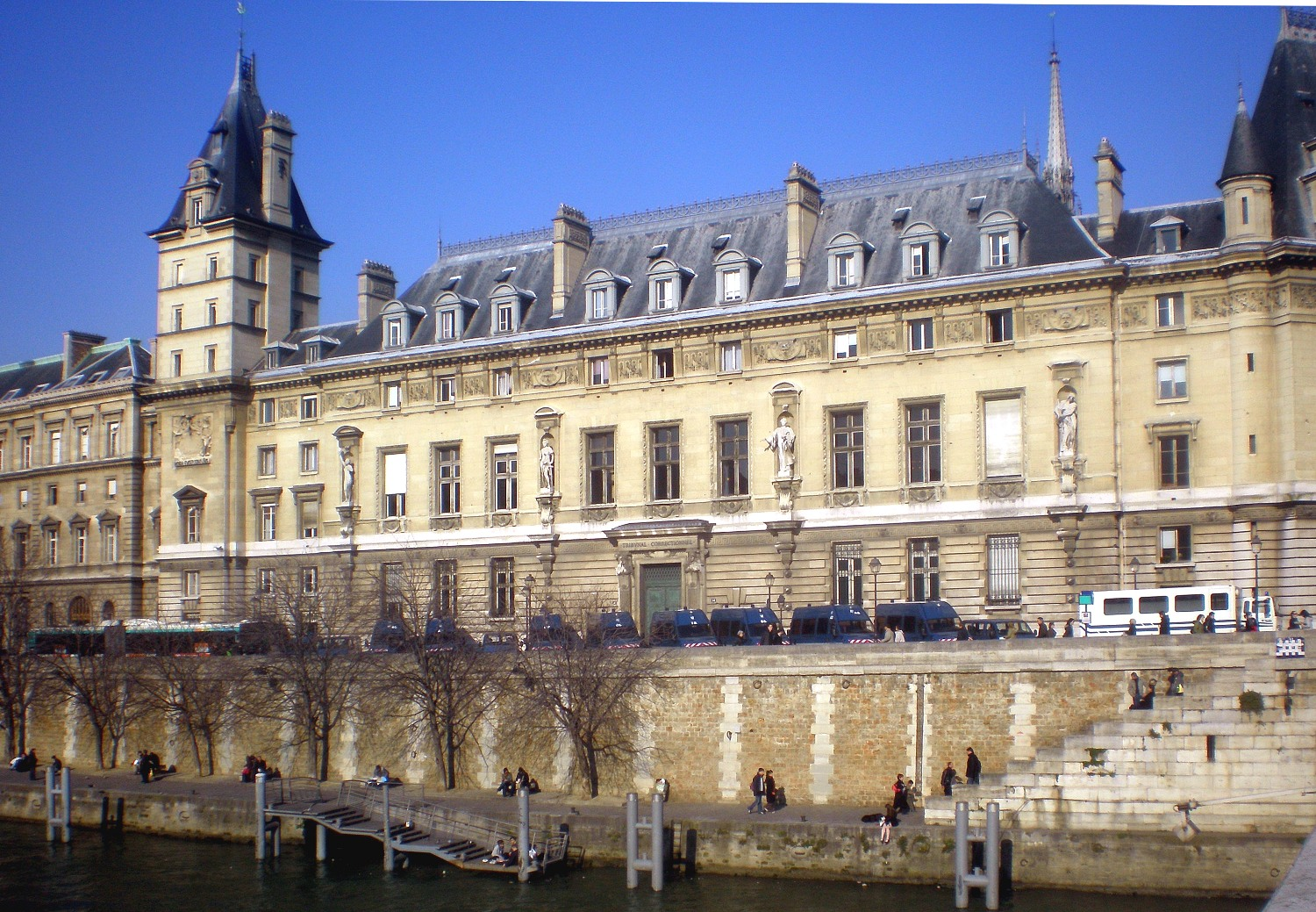
Sídlo kriminální policie

## Významné stavby
Dům č. 36 je sídlem Policejní prefektury a jejího kriminálního ředitelství a je proslaven především díky detektivním románům s komisařem Maigretem.